# La compagnia della teppa
La compagnia della teppa è un film del 1941 diretto da Corrado D'Errico.

## Trama
A Milano, durante il dominio napoleonico, un gruppo di giovani di famiglie nobili costituisce una specie di setta che compie burle ai danni degli occupanti. Il capo del gruppo e una giovane cantante partecipano ad un'impresa ardita; stanno per cadere in mano alla polizia ma il Gonfaloniere di Milano, segretamente innamorato della ragazza, salva la coppia dei cospiratori e ne propizia l'unione.

## Produzione
Prodotto da Michele e Salvatore Scalera, il film fu girato negli studi della Scalera alla Circonvallazione Appia a Roma. Operatore alla macchina Mario Bava, direttore di produzione Max Calandri.

## Distribuzione
Il film venne distribuito nelle sale cinematografiche italiane il 6 marzo 1941.

## Critica
Dalle pagine di Cinema, del 1º aprile 1941, « Ciò che va soprattutto rilevato è la spontaneità e l'agilità di recitazione di Adriano Rimoldi, che con piacere abbiamo rivisto dopo il suo ottimo debutto in Addio giovinezza!. A parte questo, poco c'è da dire su un film, che vuol essere la presentazione di una burla all'italiana, ma che è nel suo complesso troppo debole di costruzione per raggiungere il fine desiderato. Talvolta inesattezze gravi vengono alla superficie come per esempio l'accusa fatta dai francesi, agli italiani di essere liberali, proprio in un momento in cui i francesi stessi si trovavano in Italia per portarvi le idee liberali. Buona la scenografia, per quanto venga posta spesso in cattiva luce la fotografia.».